# La Quatrième Pomme
La Quatrième Pomme est une œuvre du plasticien français Franck Scurti située boulevard de Clichy, dans le 18e arrondissement de Paris (France). Il s'agit d'une sculpture représentant une pomme monumentale en acier, inaugurée en 2011, en hommage au philosophe Charles Fourier,.

## Description
L'œuvre est une sculpture en forme de pomme, en acier poli, gravée d'un planisphère. Elle est située sur un piédestal en pierre — vestige d'un monument supportant originellement une statue de Charles Fourier fondue en 1942  — entouré par quatre panneaux vitrés verticaux, translucides et colorés.

## Localisation
La sculpture est située sur le terre-plein central, au niveau du 120 boulevard de Clichy, dans le 18e arrondissement de Paris.

## Historique

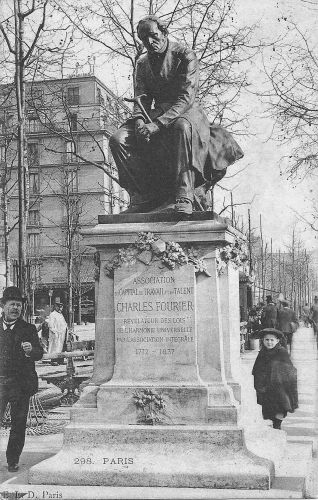
Émile Derré, Monument à Charles Fourier (1899), avant sa destruction.

En 1899, un Monument à Charles Fourier, œuvre du sculpteur Émile Derré, est inauguré à l'emplacement actuel. La statue en bronze est démontée et envoyée à la fonte par le régime de Vichy en 1942, dans le cadre de la mobilisation des métaux non ferreux. Seul le piédestal en pierre est resté en place.
En mars 1969, un groupe situationniste y installe, sans autorisation, une réplique en plâtre de la statue inspirée par l'œuvre de Derré. Cette statue est enlevée quelques jours après par la préfecture.
En avril 2007, le collectif Aéroporté installe, là encore sans autorisation, une œuvre sur le piédestal : Embrèvement numéro 3, Installation illicite d'œuvre en milieu urbain. Il s'agit d'une cabine en verre vide, mettant en évidence l'absence de statue. Un escalier permet aux passants d'accéder à cette cabine pour y remplir temporairement l'espace.
En juillet 2007, la mairie de Paris, s'opposant à cette installation spontanée, lance un concours afin de remplacer l'ancienne statue. Le projet de Franck Scruti est retenu : il fait référence à la Quatrième Pomme, théorie de Charles Fourier.